# Энсино (Колумбия)
Энсино (исп. Encino) — город и муниципалитет в северо-восточной части Колумбии, на территории департамента Сантандер. Входит в состав провинции Гуанента.

## История
Поселение, из которого позднее вырос город, было основано Томасом Лопесом, Франсиско Санчесом и Габриэлем де Леоном 15 февраля 1785 года. Муниципалитет Энсино был выделен в отдельную административную единицу в 1887 году.

## Географическое положение

Муниципалитет Энсино

Город расположен в юго-восточной части департамента, в горной местности Восточной Кордильеры, на расстоянии приблизительно 104 километров к югу от города Букараманги, административного центра департамента. Абсолютная высота — 1862 метра над уровнем моря.
Муниципалитет Энсино граничит на севере с территорией муниципалитета Короморо, на западе и юго-западе — с муниципалитетом Чарала, на востоке и юге — с территорией департамента Бояка. Площадь муниципалитета составляет 417 км².

## Население
По данным Национального административного департамента статистики Колумбии, совокупная численность населения города и муниципалитета в 2015 году составляла 2497 человек.
Динамика численности населения муниципалитета по годам:
| 2005 | 2006 | 2007 | 2008 | 2009 | 2010 | 2011 | 2012 | 2013 | 2014 | 2015 |
| ---- | ---- | ---- | ---- | ---- | ---- | ---- | ---- | ---- | ---- | ---- |
| 2711 | 2689 | 2663 | 2635 | 2615 | 2595 | 2573 | 2550 | 2538 | 2517 | 2497 |

Согласно данным переписи 2005 года мужчины составляли 51,8 % от населения Энсино, женщины — соответственно 48,2 %. В расовом отношении белые и метисы составляли 99,9 % от населения города; негры, мулаты и райсальцы — 0,1 %.
Уровень грамотности среди всего населения составлял 90,5 %.

## Экономика
Основу экономики Энсино составляет сельское хозяйство.
48,1 % от общего числа городских и муниципальных предприятий составляют предприятия сферы обслуживания, 44,4 % — предприятия торговой сферы, 7,5 % — промышленные предприятия.